# Shorea balanocarpoides
Shorea balanocarpoides är en tvåhjärtbladig växtart som beskrevs av Symington. Shorea balanocarpoides ingår i släktet Shorea och familjen Dipterocarpaceae. Inga underarter finns listade i Catalogue of Life.